# Celuiquimarchaitàtraverslefeu
Pour plus de détails, voir Fiche technique et Distribution.
Celuiquimarchaitàtraverslefeu  titre francisé de ТойХтоПройшовКрізьВогонь est un film ukrainien réalisé par Mykhaïlo Ilienko, sorti en 2012.
C'est le film qui représentait l'Ukraine à l'Oscar du meilleur film international en 2012 sous le nom Firecrosser.

## Distribution
- Dmytro Linartovitch est Ivan Dodoka
- Vitaly Linetsky est Stepan Shulika
- Olga Hryshina est Lyubov Karimova
- Ivanna Illenko est'Ombre de l'hirondelle
- Oleksiy Kolesnyk est le chef des Indiens
- Oleg Primogenov est À travers
- Viktor Andrienko est Smirnov
- Oleksandr Ignatusha est ougrium-rouka
- Galina Stefanova est Baba Stefa